# Benthochromis
Genre
Le genre Benthochromis regroupe trois espèces de poissons endémiques du lac Tanganyika. Ils se rencontrent en eaux relativement profondes (entre 25 mètres et plus).

## Liste des espèces
Selon FishBase (30 janvier 2016) :
- Benthochromis horii Takahashi, 2008
- Benthochromis melanoides (Poll, 1984)
- Benthochromis tricoti (Poll, 1948)